# DJI Mavic
DJI Mavic je malá bezpilotní (Unmanned Aerial Vehicle, UAV) kvadrokoptéra pro osobní i komerční účely vybavená kamerou a vyráběná čínskou firmou DJI sídlící v Šen-čenu. Poprvé byla představena v roce 2016.

## Mavic Pro

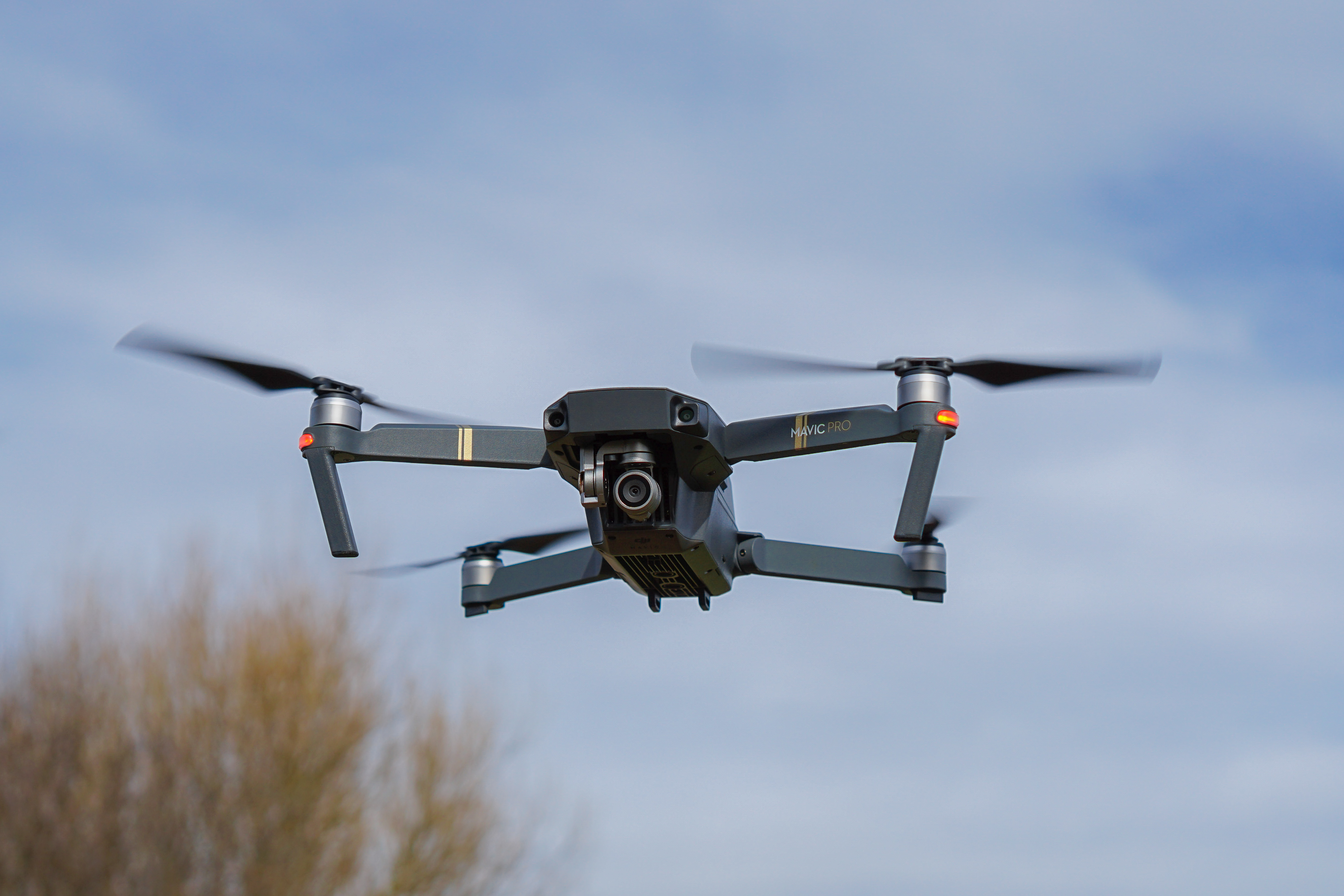
Dji Mavic Pro

První produkt společnosti DJI nesoucí jméno Mavic.

### Skladnost
Mavic Pro se díky skládacím nohám a vrtulím dá složit na velmi malou velikost (83mm x 83 mm x 198 mm). Díky tomu se vejde do brašny přímo pro Mavic, která se prodává separátně nebo je k dostání v tzv. "Fly More Combo".

### Kamera
Kamera Mavic Pro je vybavena 3-osým Kardanovým závěsem, který zaručuje stabilitu obrazu. Mavic Pro dokáže nahrávat až v rozlišení C4K (4096x2160) při 24 snímcích za vteřinu při 60 Mbit/s.
| Rozlišení | Snímkovací frekvence | Snímkovací frekvence | Snímkovací frekvence | Snímkovací frekvence | Snímkovací frekvence | Snímkovací frekvence | Snímkovací frekvence |
| --------- | -------------------- | -------------------- | -------------------- | -------------------- | -------------------- | -------------------- | -------------------- |
| C4K       | 24                   |                      |                      |                      |                      |                      |                      |
| 4K        | 30                   | 25                   | 24                   |                      |                      |                      |                      |
| 2.7K      | 30                   | 25                   | 24                   |                      |                      |                      |                      |
| FHD       | 96                   | 60                   | 50                   | 48                   | 30                   | 25                   | 24                   |
| HD        | 120                  | 60                   | 50                   | 48                   | 30                   | 25                   | 24                   |

### Rychlost a dolet
Mavic Pro dokáže vyvinout rychlost až 65 km/h ve sportovním módu. Maximální dolet na jednu baterii výrobce udává až 6,5 km. Na jednu baterii dokáže Mavic Pro létat až 27 minut (v bezvětří rychlostí 25 km/h).

### Systém vyhýbání se překážkám
Mavic Pro využívá technologii FlightAutonomy, která dokáže zabránit srážce s objektem vzdáleným až 15 metrů. Využívá při tom infračervené senzory.

### Ovládání gesty.
Mavic Pro také disponuje funkcí rozpoznávání gest, uživatel tedy může ovládat dron pomocí specifických gest.

## Mavic Pro Platinum

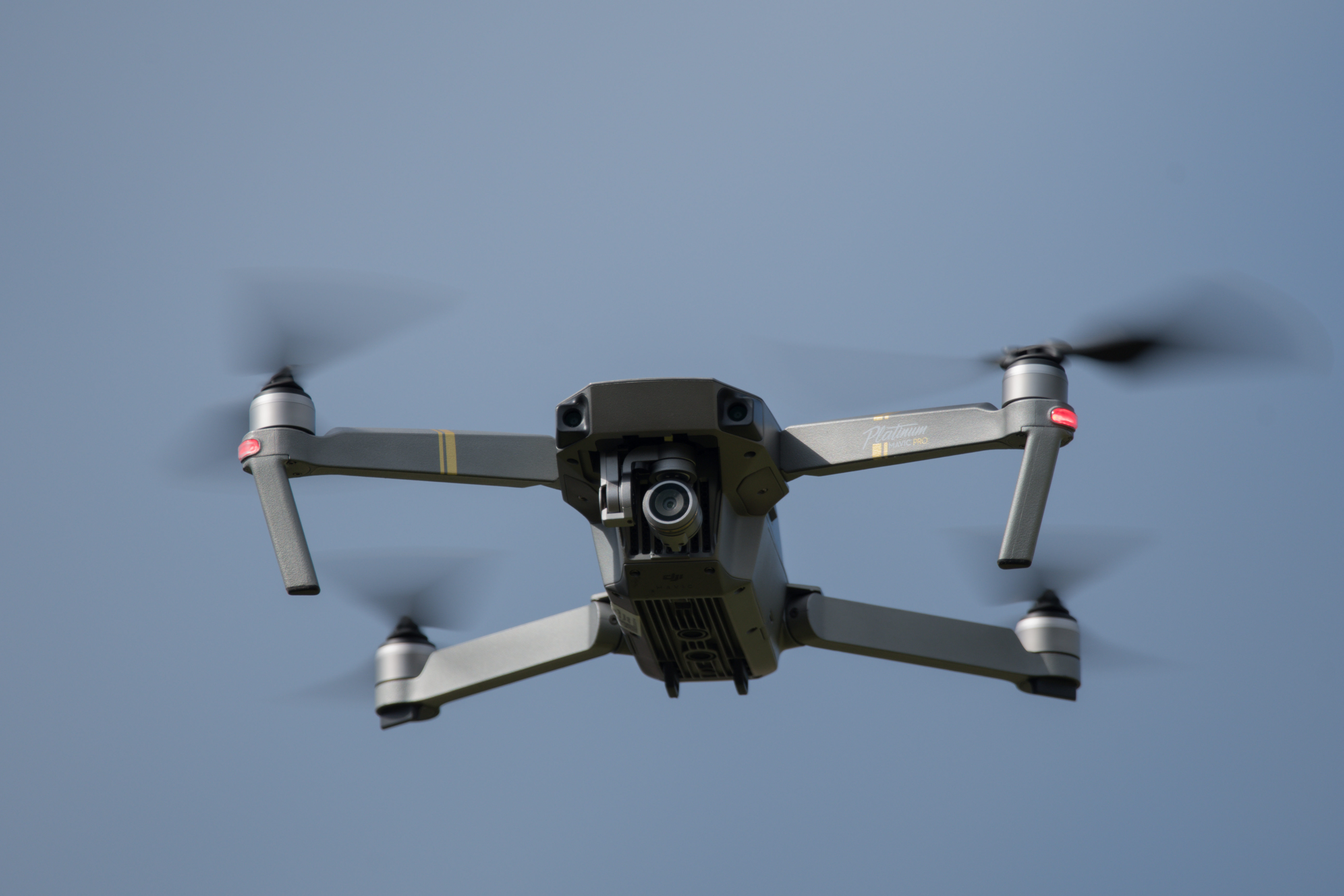
Dji Mavic Pro Platinum

Na veletrhu IFA v Berlíně v roce 2017 DJI představilo lehce vylepšenou verzi Mavica Pro. Tato vylepšená verze nese přídomek Platinum. Má větší výdrž baterie a také tišší vrtule.

## Mavic Air

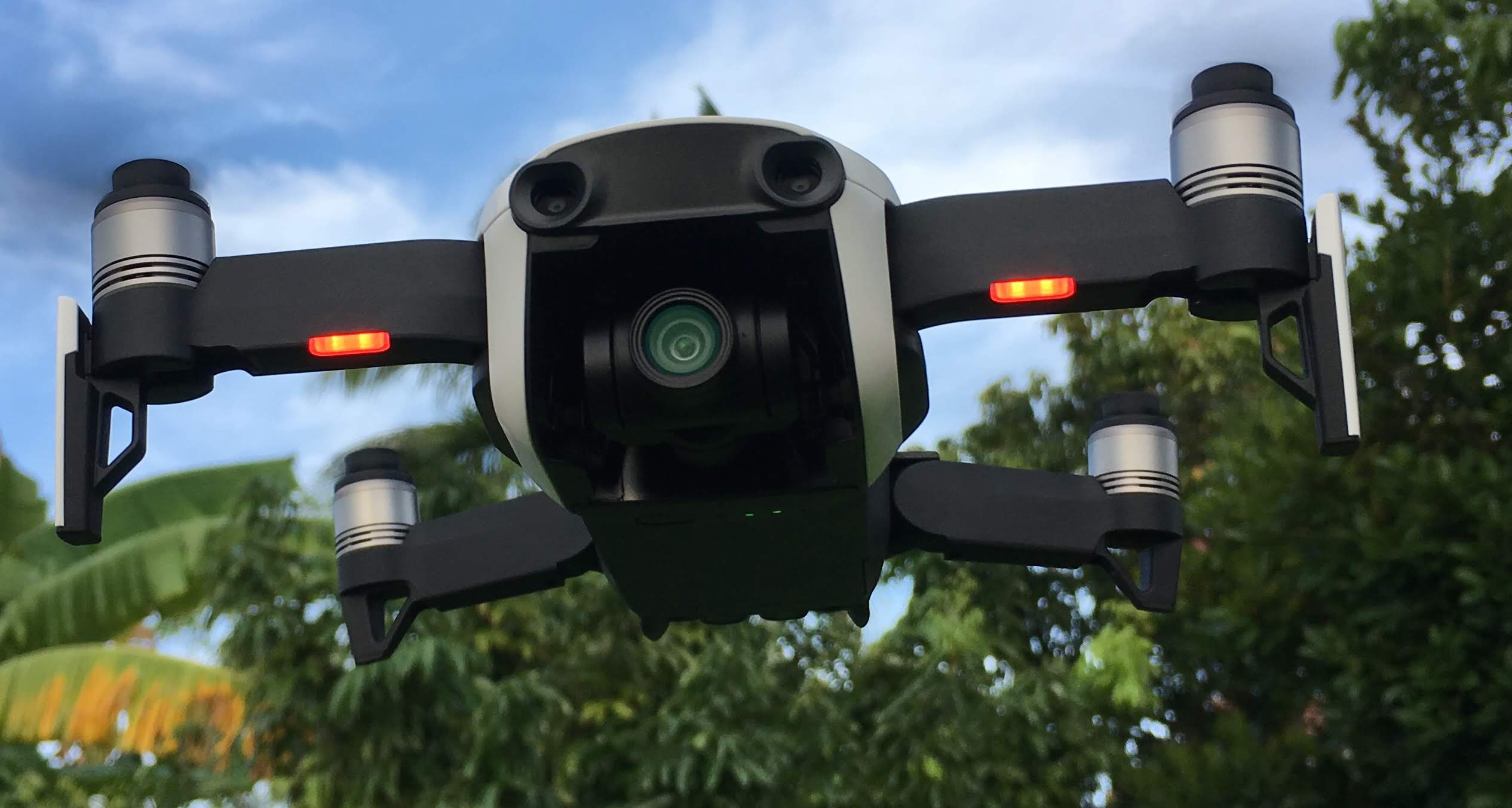
Dji Mavic Air

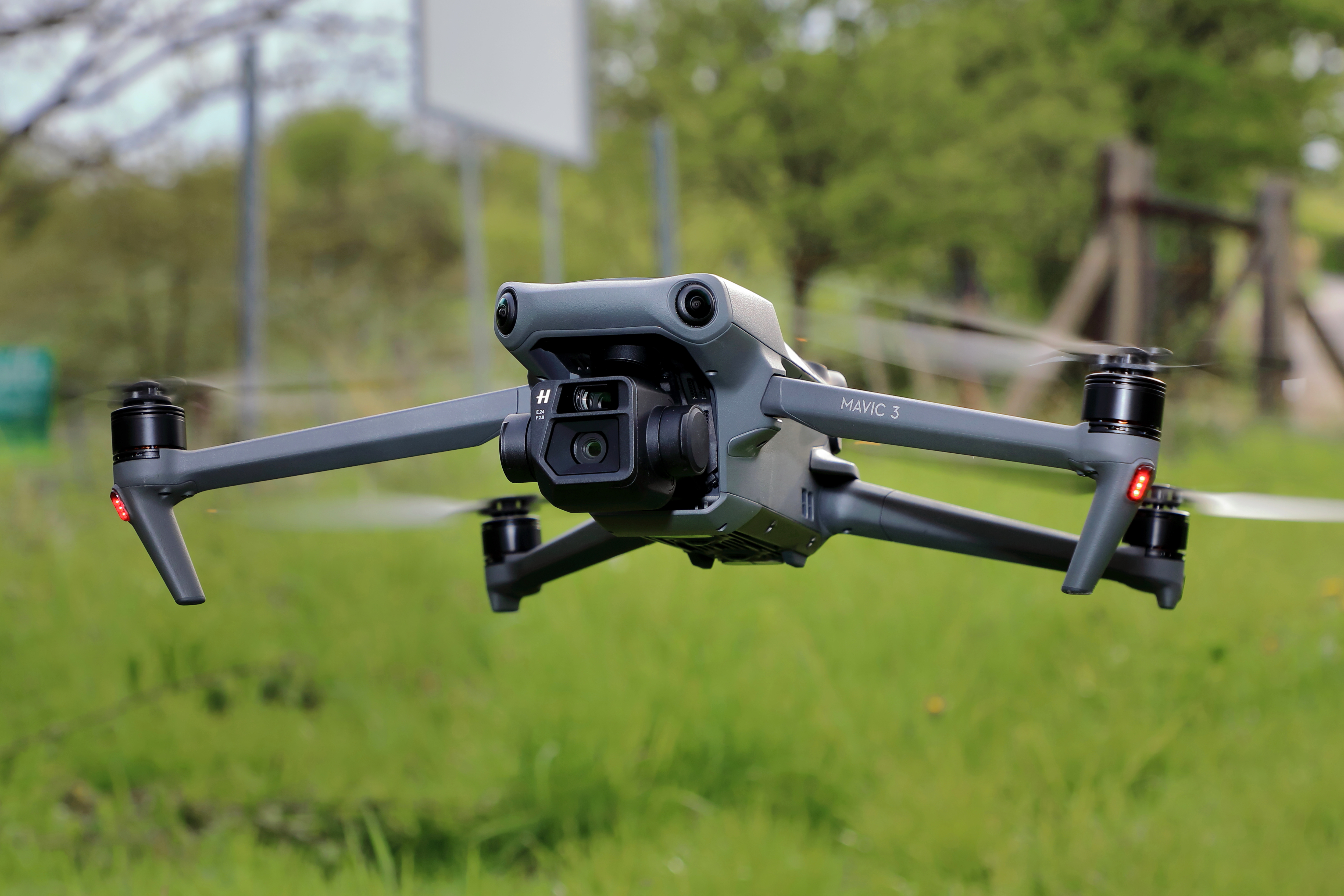
Dji Mavic 3

Mavic Air byl představen 23. ledna 2018. Disponuje vylepšenými funkcemi a také lepší kamerou, která je schopna nahrávat v rozlišení až 4K (3840x2160) při 30 snímcích za vteřinu při 100 Mbit/s.

### Kamera
| Rozlišení | Snímkovací frekvence | Snímkovací frekvence | Snímkovací frekvence | Snímkovací frekvence | Snímkovací frekvence | Snímkovací frekvence | Snímkovací frekvence |
| --------- | -------------------- | -------------------- | -------------------- | -------------------- | -------------------- | -------------------- | -------------------- |
| 4K        | 30                   | 25                   | 24                   |                      |                      |                      |                      |
| 2.7K      | 60                   | 50                   | 48                   | 25                   | 24                   |                      |                      |
| FHD       | 120                  | 60                   | 50                   | 48                   | 30                   | 25                   | 24                   |
| HD        | 120                  | 60                   | 50                   | 48                   | 30                   | 25                   | 24                   |

### Změny
Mavic Air má lehce upravený ovladač, na kterém není display jako u Mavic Pro nebo Pro Platinum.
Kvůli menšímu tělu se zmenšila výdrž baterie na 21 minut (při rychlosti 25 km/h). Také se zmenšil dolet na 5 km.

## Mavic Mini
Mavic Mini je prozatím nejmenším a nejlehčím Mavicem od DJI. Váží pouze 249 g, což v mnoha zemích znamená, že není povinná registrace dronu. České republiky se to ale netýká, u nás stejně jako v dalších zemích EU bude od 1. 7. 2020 nutné Mavica Mini registrovat na Úřade pro civilní letectví.
Firma ho představila na podzim 2019. Dron má tříosý gimbal a zachycuje video s rozlišením 2,7 K. V základní sadě je pouze jedna baterie, v rozšířené sadě Mavic Mini Fly More Combo najdete také náhradní baterii, chránič vrtulí, tašku na dron a příslušenství a další doplňky.